# رتق معوي
الرتق المعوي هو أي تشوه خلقي في بنية الأمعاء يسبب انسدادًا فيها. قد يكون التشوه عبارة عن تضيق أو غياب أو سوء تصنع جزء من الأمعاء. يمكن أن تحدث هذه التشوهات في الأمعاء الدقيقة أو الغليظة.

## الأعراض
من أبرز أعراض رتق الأمعاء هو الإقياء الصفراوي بعد الولادة بوقت قصير، وأشيع ما يكون في رتق الصائم. تشمل الأعراض الأخرى انتفاخ البطن وعدم خروج العقي. يكون تمدد البطن وانتفاخها أكبر كلما كان الرتق موجودًا في مستويات أدنى من الأمعاء، وبالتالي يكون هذا العرض أبرز في حالة رتق اللفائفي. عدم القدرة على تمرير البراز هو الأكثر شيوعًا مع رتق الاثني عشر أو الصائم، وإذا مرر  الجسم البراز، سيكون صغيرًا مخاطيًا ورماديًا. في بعض الأحيان، قد يعاني الطفل من اليرقان، وهو شائع في رتق الصائم. لا يعتبر مضض البطن أو الإحساس بوجود كتلة فيها من أعراض رتق الأمعاء، بل يعتبر المضض من أعراض التهاب الصفاق بالعقي، وهو من المضاعفات المتأخرة.
قبل الولادة، يكون السائل السلوي الزائد (الاستسقاء السلوي) من الأعراض المحتملة، وهو أمر شائع في رتق الاثني عشر والمريء.

## الأسباب
السبب الأكثر شيوعًا لحدوث رتق الأمعاء (ما عدا رتق الإثني عشر) هو حادث وعائي في الرحم يؤدي إلى نقص التروية المعوية وبالتالي احتشاء الجزء الموافق من الأمعاء. يؤدي هذا إلى تضيق ذاك الجزء، وفي أشد الحالات، يؤدي ذلك إلى طمس كامل اللمعة المعوية.
في حال انسداد الشريان المساريقي العلوي، أو أي شريان معوي رئيسي آخر، لن تتطور أجزاء كبيرة من الأمعاء (النوع III). بشكل تقليدي، تأخذ المنطقة المصابة من الأمعاء شكلًا حلزونيًا، وتوصف بأنها تملك مظهر قشر تفاح. يرافق ذلك عدم وجود مساريقا ظهرية (النوع IIIb).
يوجد شكل عائلي من المرض يدعى رتق الأمعاء المتعدد العائلي. سُجِّلَ هذا الاضطراب لأول مرة في عام 1971. ويرجع ذلك إلى طفرة في الجين TTC7A على الذراع القصيرة للكروموسوم الثاني (2p16). يتبع هذا الشكل نمط الوراثة المتنحية، ويكون مميت عادةً في سن الرضاعة.
قد يحدث رتق اللفائفي كأحد مضاعفات علوص العقي.
يولد ثلث الأطفال الذين يعانون من رتق الأمعاء إما باكرًا قبل موعد ولادتهم أو بوزن ولادة منخفض.

## العلاج
يُعالَج رتق الأمعاء الجنيني والوليدي باستكشاف البطن بعد الولادة. إذا كانت المنطقة المصابة صغيرة، قد يتمكن الجراح من إزالة الجزء التالف وضم الأمعاء مرة أخرى معًا. يمكن تفميم الأمعاء بشكل مؤقت (إنشاء فغرة) في الحالات التي يكون فيها التضيق طويلًا أو في حال تضرر المنطقة بشكل يجعلها غير قابلة للاستخدام لفترة مؤقتة.
يُعطى الرضيع عادةً إماهة بالسوائل عن طريق الوريد، ويمكن استخدام أنبوب أنفي معدي أو أنبوب فموي معدي لتنظيف محتويات المعدة. يجب الإبقاء على التغذية بعد الجراحة إلى أن تتمكن الأمعاء من استئناف وظائفها الطبيعية.